# Каловелонис, Марк Георгиевич
Марк Георгиевич Каловелонис (греч. Μάρκος Καλοβελώνης, род. 18 мая 1994, Амарусион) — греческий и российский теннисист.
Его наивысший рейтинг ATP за карьеру в одиночном разряде — 445 место, достигнутый 13 июня 2016 года. В парном разряде наивысший рейтинг ATP — 178 место, достигнутый 8 августа 2022 года.
С 2012 года Каловелонис представляет Грецию на Кубке Дэвиса, где его рекорд W/L: 10—11.

## Спортивная карьера
Каловелонис занял 24-е место в юниорском туре в начале 2012 года. Он играл во всех четырёх турнирах Большого шлема, но ни разу не прошёл дальше второго раунда в одиночном и парном разряде. Лишь на Кубке Осаки ему удалось дойти до полуфинала в парном разряде на турнире высшей категории.
С 2013 года выступал на профессиональных турнирах. В основном он играет на ITF Future Tour. В 2013 году он дошёл до трёх полуфиналов в одиночном разряде. В 2016 году он дважды выходил в финал, а также дважды в 2018 году. Однако ему ещё предстоит выиграть титул в одиночном разряде. В середине 2016 года занимал 445-е место в мировом теннисном рейтинге. Трижды он был во втором раунде ATP Челленджера.
В парном разряде он выиграл в общей сложности 23 титула Futures по состоянию на октябрь 2023 года, большинство из них: пять — в 2021 году, четыре — в 2015 году, и ещё три в 2018 году. Пока ему не удалось заявить о себе на ATP Challenger Tour. Свой единственный полуфинал он дошёл в Астане в 2015 году. Его карьерный максимум — 178 место последовал в августа 2022 года.
В 2012—2014 годах и с 2018 года Каловеонис выступает за греческую команду на Кубке Дэвиса, по состоянию на июль 2022 года он сыграл в 21 матче, 10 выиграл и 11 проиграл.
В 2014—2018 годах представлял Россию, но за сборную не выступал. В составе греческой команды он также впервые выступил на ATP Tour в начале 2020 года. В рамках кубка ATP он был использован в дубле, который был проигран. Греция выбыла на последнем месте предварительного раунда.

## Личная жизнь
Отец Каловелониса, Георгий Каловелонис, тоже был теннисистом, мать Карина Назаренко — русская.
После временного перехода на российский флаг с 2014 по 2019 год Каловелонис с 2019 года снова играет за родную Грецию.